# Edificis al carrer Pintor Casanova 16, 18 i 20 d'Alcoi
Els edificis al carrer Pintor Casanova 16, 18 i 20 de la ciutat d'Alcoi (l'Alcoià), País Valencià, són uns edificis residencials d'estil modernista valencià construïts en els anys 1908 i 1915, que van ser projectats per l'arquitecte contestà Timoteo Briet Montaud.
L'edifici del número 20 data de 1908 i és el més antic d'aquest grup d'edificis projectat per Timoteo Briet. Consta de planta baixa, entreplanta, tres altures i àtic. Està construït en pedra de carreu fins a l'entreplanta, la resta de l'edifici està rematat en estuc. Les balconades estan decorades amb baranes de ferro amb motius vegetals.
Els edificis dels números 16 i 18 van ser construïts en 1915 pel mateix arquitecte destinats a habitatges en règim de lloguer.
L'edifici en el número 16 consta de planta baixa i tres altures. La façana està construïda amb carreus fins a la primera altura. Els finestrals estan rematats per motius geomètrics en la part superior.
L'edifici en el número 18 consta també de planta baixa i tres altures. La façana està rematada en rajoles de color verd amb finestrals de color blanc i baranes curvilínies de ferro forjat.